# Militärischer Fünfkampf
Militärischer Fünfkampf (engl. Military Pentathlon) ist eine rein militärische Sportart. Sie besteht im Kern aus den Disziplinen Schießen, Werfen, Hindernisbahnlauf, Hindernisschwimmen und Laufen. Obwohl der Sport in Deutschland nicht so verbreitet ist wie in anderen Ländern, gibt es mit den aktiven Sportsoldaten beim Conseil International du Sport Militaire (CISM) und den Reservisten bei der Confédération Interalliée des Officiers de Réserve (CIOR) oder der Confédération Interalliée des Sous-Officiers de Réserve (CISOR, bis 2012 AESOR) zwei Gruppen, die dem erfolgreich nachgehen.

## CISM (Conseil International du Sport Militaire)
Im militärischen Fünfkampf werden jährlich Weltmeisterschaften ausgetragen. Findet die Weltmeisterschaft nicht in einem europäischen Land statt, wird auch eine Europameisterschaft abgehalten. Neben Europa- und Weltmeisterschaft werden auch zahlreiche kleinere Wettkämpfe abgehalten. Die Weltmeisterschaft stellt den Höhepunkt und Abschluss der Saison dar. Alle vier Jahre findet die WM im Rahmen der CISM World Games statt.
Der militärische Fünfkampf besteht aus folgenden 5 Disziplinen:
1. Schießen
2. Hindernislauf
3. Hindernisschwimmen
4. Werfen
5. Geländelauf.

### Geschichte
Der militärische Fünfkampf ist eine Weiterentwicklung des modernen Fünfkampfs. Der moderne Fünfkampf war ursprünglich darauf ausgelegt, die idealen Fähigkeiten des Soldaten einzubeziehen. Mit dem Zweiten Weltkrieg wurden einige dieser Fähigkeiten (wie Fechten und Reiten) für den modernen Soldaten irrelevant.
1946 hatte der französische Offizier Henri Debrus (1908–1993) die Idee, einen sportlichen Wettkampf ausschließlich für die Armee zu organisieren. Seine Aufmerksamkeit richtete sich auf eine Trainingsmethode, die zu jener Zeit von den niederländischen Fallschirmjägern praktiziert wurde. Nachdem die Fallschirmjäger über einer gekennzeichneten Zone abgesprungen waren, mussten sie eine Strecke von 20 Kilometern mit zahlreichen Hindernissen und Kampfübungen (Kleinkaliberwaffen und Granaten) bewältigen.
Inspiriert von diesem anspruchsvollen körperlichen und technischen Training der niederländischen Fallschirmjäger, entwickelte Henri Debrus den militärischen Fünfkampf: Er ließ das Fallschirmspringen weg und modifizierte die einzelnen Disziplinen nach seiner Vorstellung von einem idealen Grundtraining.
Der erste Wettkampf wurde im Jahr 1947 in Freiburg im Breisgau in der französischen Besatzungszone in Deutschland abgehalten; daran nahmen Belgien, Frankreich und die Niederlande teil. Nach diesem Wettkampf wurde das Reglement verbessert und vom französischen Militär geprüft und anerkannt. Der CISM (International Military Sports Council) zeigte bald Interesse an dieser neuen Sportart und begann ein Netzwerk aufzubauen.
Seit 1950 werden jährlich Weltmeisterschaften abgehalten. Seitdem wuchs die Gemeinschaft des Militärischen Fünfkampfes stetig an und zählt zurzeit über 30 Länder.
Seit den Weltmeisterschaften 1991 in Oslo nehmen auch Frauen an den Wettkämpfen teil, mit geringen Unterschieden zum Reglement der Männer.

## Wettbewerbe

### Schießen
- Distanz: 200 m (300 m)
- Scheibe: zehner Ringscheibe mit einhundert Millimeter Zentrumsdurchmesser
- Waffe: UIT Standard-Sportwaffe
- Wettkampf: fünf Schüsse Probe, zehn Schüsse Präzisionsschießen in zehn Minuten, zehn Schüsse Schnellfeuer in einer Minute
- Weltrekord Männer: 200 Ringe
- Weltrekord Frauen: 199 Ringe

Die Besonderheit dieser Disziplin ist das Schnellfeuer. Der Athlet gibt innerhalb von einer Minute zehn Schüsse ab, wodurch wenig Zeit zum Laden, Zielen und Schießen bleibt.

### Hindernislauf
- Distanz: 500 Meter mit zwei (manchmal auch drei) Bahnen
- Bahn: 20 genormte Hindernisse
- Wettkampf: zwei ungefähr gleich schnelle Athleten treten gegeneinander an
- Weltrekord Männer: 2:10,5 Minuten[1]
- Weltrekord Frauen: 2:12,4 Minuten[1]

Der Hindernislauf ist die zweite Disziplin. Die 20 Hindernisse sind in Reihenfolge und Maßen international standardisiert. Die Anlagen können unterschiedliche Formen haben (U-Form, S-Form) und enthalten eine bis vier Kurven. Die Frauen lassen die vier hohen Sprunghindernisse weg.
Der Athlet erlebt ständig Wechsel durch hohe Sprünge und den hohen Krafteinsatz beim Überwinden der bis zu fünf Meter hohen Hindernisse. Zu den Hindernissen zählen unter anderem Vier- und Fünf-Meter-Leiter, 20 m-Kriechhindernis, Schrägmauer, Löwengrube, Stolperseile.

### Hindernisschwimmen
- Distanz: 50 Meter
- Bahn: vier Hindernisse zu untertauchen und zu überklettern
- Wettkampf: zwei ungefähr gleich starke Athleten treten gegeneinander an
- Weltrekord Männer: 23,8 Sekunden
- Weltrekord Frauen: 27,6 Sekunden

Das Hindernisschwimmen ist die dritte Disziplin. Für das Hindernisschwimmen sind Technik, Schnelligkeit, Schnellkraft und Gleitvermögen Voraussetzung. Aufgrund der hohen Kraftanforderungen sind auch gute Schwimmer nicht unbedingt schneller als ein schnellkräftiger Fünfkämpfer mit guter Hindernistechnik. Die kurze Sprintdistanz von 50 Metern verlangt absolute Konzentration und punktgenaue Leistungsbereitschaft für den einzigen und entscheidenden Durchgang. Zu den Hindernissen gehören Balken, die überklettert und untertaucht werden, ein 50 Zentimeter über dem Wasser liegender Tisch und ein zu untertauchendes Floß.
Die Reihenfolge und Toleranzen der Hindernisse sind vorgegeben. Möglich ist auch die Ausführung in einem 25-Meter-Becken, wo der Tisch (drittes Hindernis) am Beckenrand angebracht ist und gleichzeitig den Wendepunkt darstellt.

### Werfen
- Distanz:
  - Zielwurf Männer, Distanzen 20 Meter / 25 Meter / 30 Meter / 35 Meter
  - Zielwurf Frauen, Distanzen 15 Meter / 20 Meter / 25 Meter / 30 Meter
  - Weitwurf maximale Leistung
- Zielkreis: Durchmesser innen zwei Meter, außen vier Meter
- Wurfkörper: Männerwurfkörper 550 Gramm, genormt; Frauenwurfkörper 350 Gramm, genormt.
- Wettkampf:
  - Zielwurf mit 16 Wurfkörpern (vier Wurfkörper pro Zielkreis)
  - Weitwurf mit drei Wurfkörpern, der weiteste wird gewertet
- Weltrekord Männer: Zielwurf 136 Punkte, Weitwurf 80,3 Meter
- Weltrekord Frauen: Zielwurf 136 Punkte, Weitwurf 62,6 Meter

Das Werfen ist die vierte Disziplin. Das Werfen wird gleichzeitig auf drei bis vier Wurfständen durchgeführt. Der Wurfstand ist durch eine drei Meter lange Anlauffläche und eine brusthohe Mauer begrenzt. Nebst Konzentration und Koordination muss beim Werfen – im Unterschied zum Schießen – ein hoher Muskeltonus für die erforderliche Schnellkraftleistung verfügbar sein. 

### Geländelauf
- Distanz: acht Kilometer bei den Männern, vier Kilometer bei den Frauen
- Wettkampf: Handicapstart, Abstand von Punktrückstand nach vier Disziplinen
- Weltrekord Männer: 24:25,2 Minuten
- Weltrekord Frauen: 13:26,7 Minuten

in der letzten Disziplin ist nicht mehr Schnelligkeit gefragt, sondern Ausdauer. Die acht Kilometer lange Laufstrecke kann bis zu 150 Meter Höhendifferenz aufweisen. Gelaufen wird auf unterschiedlichem Untergrund (Wald-, Kies- und Gras).
Gestartet wird nach der Gundersen-Methode: Der Führende nach vier Disziplinen startet, alle anderen werden mit dem entsprechenden Zeitabstand auf Verfolgung geschickt. Der Zeitabstand ergibt sich aus dem Abstand der Wertungspunkte, wobei jeder Wertungspunkt mit einer Sekunde gleichzusetzen ist. Somit ist der Erste, der im Ziel einläuft, der Sieger des Wettkampfs, er muss aber nicht unbedingt der Gewinner des Crosslaufs sein.
Bei den Frauen fällt der Distanzunterschied etwas weniger extrem aus, da sie nur 4000 Meter laufen.

## Hindernisbahn-Staffellauf

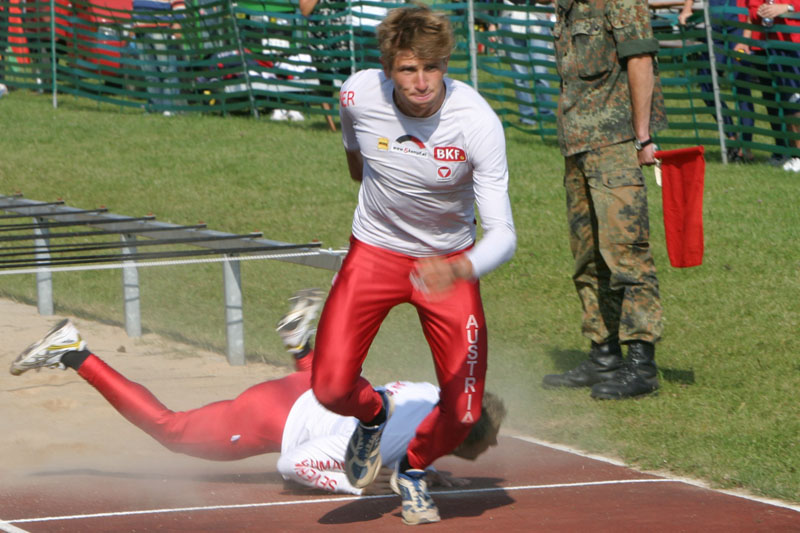
Hindernisbahn-Staffellauf: Läuferabschlag

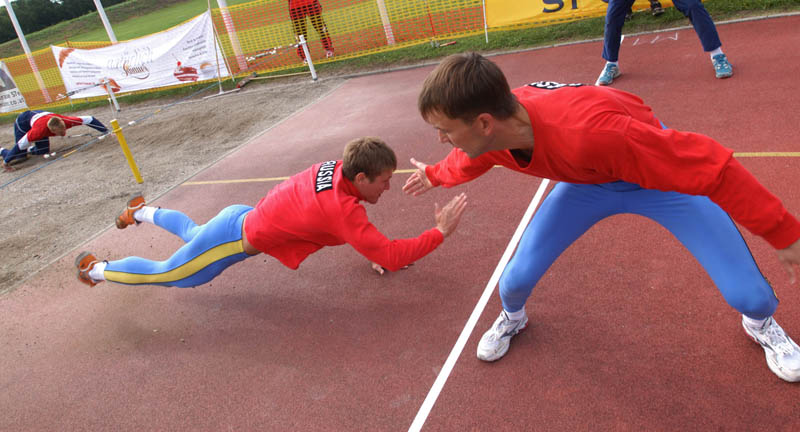
Hindernisbahn-Staffellauf: Läuferabschlag

- Distanz: 500 Meter mit zwei Bahnen, aufgeteilt in drei oder vier Abschnitte
- Wettkampf: zwei Nationen – mit vier Athleten bei den Männern oder drei Athletinnen bei den Frauen – treten gegeneinander an
- Weltrekord Männer: 1:46,3 Minuten
- Weltrekord Frauen: 1:54,1 Minuten

Im Schnelldurchlauf werden die Hindernisse werden in hoher Geschwindigkeit überwunden. 1993 erstmals erprobt und seit 1995 offiziell im Kanon der Militärischen Fünfkampf-Meisterschaften, findet dieser Wettbewerb meist zum Schluss der Wettkampfwoche der Weltmeisterschaften statt. Jeweils vier Männer, bei den Frauen drei Athletinnen einer Nation treten gegen ein anderes Team an. Der Sieger kommt im K.-o.-System weiter in die nächste Runde.

## Weltmeisterschaften

### CIOR (Confédération Interalliée des Officiers de Réserve)
Der militärische Fünfkampf nach CIOR-Reglement ist – im Unterschied zu CISM – ein reiner Mannschaftswettkampf. Die Disziplinen sind denen des CISM-Wettkampfes sehr verwandt, jedoch wird der militärische Charakter dieses Wettkampfes durch die Pflicht, während des gesamten Wettkampfes Uniform zu tragen, stärker betont. Ein Team besteht immer aus drei Wettkämpfern, die seit kurzem allen Dienstgradgruppen angehören dürfen, solange sie nicht zu den aktiven Truppen (active duty) gehören.
Der Wettkampf dauert drei Tage und besteht aus folgenden Disziplinen:
- Schießen mit Gewehr und Dienstpistole des Gastgeberlandes,
- Hindernisbahnlauf in Feldanzug und Sportschuhen,
- Hindernisschwimmen in Feldanzug,
- Langstrecken-Orientierungslauf nach Karte, Luftbild, Skizze und ähnlichem,
- Handgranatenzielwurf auf drei unterschiedliche Ziele.

### CISOR (Confédération Interalliée des Sous-Officiers de Réserve)
Der Hauptwettkampf ist im 3-Mann-Team und wird alle zwei Jahre ausgetragen (alternierend zum AESOR-Congress). In den Jahren zwischendurch gibt es unter anderem in Warendorf eine Einzelmeisterschaft, die CISM ähnelt.
- Erster Tag:
  - Hindernisbahnlauf
  - Handgranatenzielwurf (auf Fenster von etwa 1 Meter × 2 Meter (Breite × Höhe) in 20 m Entfernung), 25 pro Team, jeder muss mindestens 5 werfen
  - Hindernisschwimmen einer, die anderen beiden 50 Meter flach (in die Wertung: Hia 60%, die beiden flach jeweils 20 %)
  - Schlauchbootfahren (etwa 500 m mit Ein- und Ausbooten)
  - Orientierungslauf
- Zweiter Tag:
  - Schießen mit Gewehr des Gastgeberlandes
  - 8-km-Crosslauf

Zudem gibt es in einigen Ländern die Möglichkeit, Militärischen Fünfkampf auch außerhalb von Wettkämpfen zu machen, beispielsweise als Abzeichen.